# 75225 Corradoaugias
75225 Corradoaugias este o planetă minoră (asteroid), cu un diametru de 3,16 km, din centura de asteroizi. A fost descoperită pe 27 noiembrie 1999 la Colleverde⁠(d) de Vincenzo Silvano Casulli⁠(d). 
Obiectul prezintă o orbită caracterizată de o semiaxă mare de 2,5463114108995 UAi, o excentricitate de 0,12, o înclinație de 13,4 ° în raport cu ecliptica.